# Antti Tuomainen
Antti Tuomainen (ur. 1971 w Helsinkach) – fiński pisarz, autor powieści kryminalnych.

## Życiorys
W początkach kariery zawodowej pracował jako copywriter w agencjach reklamowych. W 2006 zadebiutował jako pisarz. W 2011 jego powieść Uzdrowiciel była nominowana do nagrody Szklanego Klucza, a wcześniej zdobyła tytuł najlepszej fińskiej powieści kryminalnej. Tłumaczenia jego dzieł ukazały się w 27 państwach. Powieść Czarne jak moje serce sfilmowana została przez fińską wytwórnię Making Movies LTD.

## Powieści
- Tappaja, toivoakseni, 2006
- Veljeni vartija, 2009
- Parantaja (Uzdrowiciel), 2010
- Synkkä niin kuin sydämeni (Czarne jak moje serce), 2013
- Kaivos (Kopaliśmy sobie grób), 2015
- Mies joka kuoli, 2016
- Palm Beach Finland (Najgorętsza Plaża w Finlandii), 2017
- Pikku Siperia, 2018
- Jäniskerroin, 2020